# Elaphoglossum albomarginatum
Elaphoglossum albomarginatum är en träjonväxtart som beskrevs av Alan Reid Smith. Elaphoglossum albomarginatum ingår i släktet Elaphoglossum och familjen Dryopteridaceae. Inga underarter finns listade.